# نيكولاي كوزيريف
نيكولاي أليكساندروفيتش كوزيريف (2 سبتمبر 1908 - 27 فبراير 1983) (بالروسية: Никола́й Алекса́ндрович Ко́зырев) هو عالم فلك وفيزيائي فلكي سوفييتي.

## حياته
ولد في سان بطرسبرغ، عام 1928 تخرج من جامعة لينينغراد الحكومية. في عام 1931 بدأ العمل في مرصد بولكوفو في جنوب لينينغراد. كان يعتبر واحدا من أكثر علماء الفيزياء الفلكية الواعدة في روسيا. كوزيريف كان ضحية لعمليات التطهير الستالينية لمرصد بولكوفو.
أُلقي القبض على كوزيريف في نوفمبر 1936 وحُكم عليه بالسجن لمدة 10 سنوات بسبب نشاط معاد للثورة. في يناير 1941، حكم عليه بالسجن لمدة 10 سنوات أخرى بسبب «الدعاية العدائية». أثناء احتجازه، سُمح له بالعمل في وظائف هندسية.
بفضل بعض من زملائه، أُفرج عنه من المعتقل في ديسمبر 1946. نتيجة سجنه ورد ذكره في كتاب أرخبيل غولاغ للكاتب الروسي المُعارض ألكسندر سولجنيتسين.
أثناء سجنه، حاول كوزيريف مواصلة العمل في الفيزياء النظرية البحتة. واعتبر مشكلة مصدر الطاقة في النجوم وصاغ نظرية. ولكنه بسبب عزلته، لم يكن على علم باكتشاف الطاقة النووية بعد إطلاق سراحه، رفض كوزيريف تصديق النظرية القائلة بأن النجوم تعمل بالطاقة عن طريق الاندماج النووي.
كوزيريف كان مفكرا جريئا وكان محترما من قبل علماء بارزين في عصره (أمثال أركادي كوزمين، فاسيلي موروز، ويوسف شيكلوفسكي).

## روابط خارجية
- Nikolai Aleksandrovich Kozyrev: Selected Works online copy of the book (in Russian)
- Kozyrev Observations of Lunar Crater Alphonsus, 1959
- Possibility of Experimental Study of Properties of Time Seminal paper in txt format
- A SUBSTANTIAL INTERPRETATION OF N.A.KOZYREV’S CONCEPTION OF TIME
- V. KAZNACHEEV - Kozyrev Mirrors
- RU2122446 - KOZYREV MIRROR PATENT - DEVICE FOR CORRECTION OF MAN'S PSYCHOSOMATIC DISEASES
- Kozyrev’s Mirrors and Electromagnetic Null Zones: Reflections of Russian Cosmic Science. Interview with Alexander V. Trofimov, MD By Carol Hiltner